# L'Amour à mort
Pour plus de détails, voir Fiche technique et Distribution.
L'Amour à mort est un film français réalisé par Alain Resnais, sorti le 5 septembre 1984.

## Synopsis
Un homme meurt. La mort est constatée par un médecin. La femme qui l'aime et qu'il a aimée est encore sous le choc quand, soudain, il revient à la vie. Que va-t-il faire, que vont-ils faire tous deux de ce sursis, de cette vie "en plus" qui leur est accordée ?

## Fiche technique
- Titre : L'Amour à mort
- Réalisation : Alain Resnais, assisté de Florence Malraux
- Scénario, adaptation et dialogue : Jean Gruault
- Musique : Hans Werner Henze
- Photographie : Sacha Vierny
- Montage : Jean-Pierre Besnard et Albert Jurgenson
- Décors : Jacques Saulnier et Philippe Turlure
- Costumes : Catherine Leterrier
- Son : Pierre Gamet et Jacques Maumont
- Production : Philippe Dussart
  - Production exécutive : Gérard Lebovici
- Sociétés de production : Les Films Ariane, Films A2, CNC, ministère de la culture
- Société de distribution : AAA Soprofilms Distribution
- Pays de production :  France
- Langue originale : français
- Format : couleurs (Eastmancolor) - 2,35:1 - 35 mm - mono
- Genre : drame, romance
- Durée : 92 minutes
- Date de sortie : 
  - France : 5 septembre 1984

## Distribution
- Sabine Azéma : Élisabeth Sutter
- Fanny Ardant : Judith Martignac
- Pierre Arditi : Simon Roche
- André Dussollier : Jérôme Martignac
- Jean Dasté : Dr Rozier
- Geneviève Mnich : Anne Jourdet
- Jean-Claude Weibel : le spécialiste
- Louis Castel : Michel Garenne
- Françoise Rigal : Juliette Dotax
- Françoise Morhange : Mme Vigne

Et les voix de:
- Jean Champion : Auguste Roche
- Bernard Malaterre : Bernard Favre
- Yvette Étiévant : Mme Yvonne

## Production
Le tournage s'est déroulé à Uzès, dans le Gard, à partir de mars 1984.

## Distinctions
- Mostra de Venise 1984 : sélection officielle en compétition
- César 1985 : nominations comme meilleur film, meilleur réalisateur, meilleure photographie, meilleure musique et meilleur son (Pierre Gamet et Jacques Maumont)